# Othmar Kuhner
Othmar Kuhner (ur. 23 grudnia 1972) – niemiecki zapaśnik walczący w stylu wolnym. Olimpijczyk z Sydney 2000, gdzie zajął czternaste miejsce w kategorii 68 kg. Trzykrotny uczestnik mistrzostw świata, piętnasty w 2001. Szósty na mistrzostwach Europy w 1998. Czwarty w Pucharze Świata w 1999 i szósty w 1998. Mistrz Niemiec w 1994 i 1998 roku.
- Turniej w Sydney 2000

Przegrał z Azerem Arifem Abdullayevem, Armeńcem Martinem Berberyanem i Ukraińcem Jewhenem Busłowyczem.